# سیارک ۲۲۹۴۴
سیارک ۲۲۹۴۴ (به انگلیسی: 22944 Sarahmarzen، نامگذاری:1999TB216) بیست و دو هزار و نهصد و چهل و چهارمین سیارک کشف شده‌است که در ۱۵ اکتبر ۱۹۹۹ کشف شد.
قدر مطلق سیارک برابر ۱۰.۷ است.